# Pieres
Pieres es una localidad del partido de Lobería, al sur de la provincia de Buenos Aires, Argentina.

## Población
Cuenta con 36 habitantes (Indec, 2010), lo que no representa cambio significativo frente a los 35 habitantes (Indec, 2001) del censo anterior.
| Gráfica de evolución demográfica de Pieres entre 1991 y 2010 |
|                                                              |
| Fuente: Censos nacionales del INDEC                          |

## Toponimia
Su denominación se debe al antiguo propietario del campo que construyó la estación ferroviaria. En agosto de 1892 el Ferrocarril del Sud inauguró la estación de trenes, en los pequeños pueblos se brindaba el servicio de correo y teléfono. Entre las instituciones más antiguas del lugar se encuentran el Club Social y Deportivo Pieres. 

## Distancias
28 km pavimentados a Lobería por RP 227. 
19 km pavimentados a Quequén por RP 227.
- Datos: Q581354